# Machy (Somme)
Machy è un comune francese di 118 abitanti situato nel dipartimento della Somme nella regione dell'Alta Francia.

## Storia

### Simboli
Lo stemma comunale riprende il blasone dell'antica famiglia De Machy che si estinse nel XIX secolo.

## Società

### Evoluzione demografica
Abitanti censiti